# Capitalism
Capitalismul este un sistem economic care se distinge prin proprietatea privată asupra factorilor de producție, precum și prin urmărirea profitului, în general pe o piață competitivă. Caracteristicile centrale ale capitalismului includ proprietatea privată, acumularea de capital, schimbul voluntar de mărfuri (i.e. comerț), un sistem de prețuri și piețe competitive. Într-o economie de piață capitalistă, deciziile și planurile de investiție sunt făcute de către proprietarii factorilor de producție în piețele financiare și de capital, iar prețurile și distribuția de bunuri sunt determinate în principal de concurența de piață.
În practică, capitalismul poate avea mai multe forme, care au fost studiate de economiști și istorici. Acestea includ laissez-faire sau capitalismul pieței libere, capitalism social, sau capitalismul de stat. Diferite forme de capitalism sunt caracterizate prin grade diferite de libertate în comerț, proprietate publică, precum și obstacole pentru libera concurență (e.g. protecționism) sau politici sociale sancționate de stat. Gradul de concurență de pe piețele de comerț, rolul de intervenție, reglementare și mărimea sectoarelor de stat sau private variază în funcție de diferite modele de capitalism; Pe de altă parte, nivelul de libertate economică, precum și normele care definesc proprietatea privată, sunt chestiuni ce țin de politică. Cele mai multe țări capitaliste au economii mixte, care combină elemente de comerț liber cu intervenția statului sau protecționism, și în unele cazuri, cu planificare economică.
De-a lungul istoriei, economii de piață au existat sub multe forme de guvernare, în diferite timpuri, locuri și culturi. Cu toate acestea, în Europa de Vest s-au dezvoltat începând cu secolul al XVI-lea societăți capitaliste marcate printr-o universalizare a contractelor sociale bazate pe bani, o clasă largă de muncitori care trebuie să lucreze pentru salarii și o clasă capitalistă ce domina controlul resurselor și puterea politică. Începând cu revoluția industrială, sisteme capitaliste cu diferite grade de intervenție a guvernului au devenit dominante în lumea Occidentală și continuă să se răspândească în lume.
Capitalismul oferă atât avantaje cât și dezavantaje. Suporterii susțin că datorită competiției oferă produse mai bune, creează o puternică creștere economică, oferă productivitate și prosperitate societății, fiind și cel mai eficient sistem de alocare a resurselor. Capitalismul a fost criticat pentru stabilirea puterii în mâinile unei minorități, clasa capitalistă, care este susținută prin exploatarea unei clase muncitoare majoritate; pentru prioritizarea profitului peste binele social, resursele naturale și mediu; și pentru a fi un motor de inegalitate economică.

## Etimologie
Termenul "capitalist", adică proprietar al capitalului, a apărut mai devreme decât termenul "capitalism" și datează de la mijlocul secolului al XVII-lea.
"Capitalism" derivă din capital, care a evoluat din capitale, un cuvânt latin târziu bazat pe caput, adică "cap". Capitale a apărut în secolele XII-XIII, în sensul referinței la fonduri, stoc de mărfuri, sumă de bani sau bani purtători de interese.:232 Până în 1283, a fost folosit în sensul activele de capital ale unei firme de tranzacționare și a fost frecvent schimbată cu o serie de alte cuvinte - avere, bani, fonduri, bunuri, active, proprietăți și așa mai departe.:233
Hollandische Mercurius utilizează "capitaliști" în 1633 și 1654 pentru a se referi la proprietarii capitalului.:234 În limba franceză, Étienne Clavier a făcut referire la capitaliști în 1788, cu șase ani înainte de prima utilizare în limba engleză, de către scriitorul Arthur Young în lucrarea sa Travels in France (1792). În "Principiile Economiei Politice și Impozitarea" (1817), David Ricardo a făcut referire la "capitalist" de mai multe ori. Poetul englez Samuel Taylor Coleridge, a folosit "capitalist" în lucrarea Talk Talk (1823). Pierre-Joseph Proudhon a folosit termenul "capitalist" în prima sa lucrare, Ce este proprietatea? (1840), pentru a se referi la proprietarii de capital. Benjamin Disraeli a folosit termenul "capitalist" în romanul Sybil din 1845.
Folosirea inițială a termenului "capitalism" în sensul său modern a fost atribuită lui Louis Blanc în 1850 ("Ce numesc eu 'capitalism' reprezintă aproprierea capitalului de către unii în detrimentul altora") și Pierre-Joseph Proudhon în 1861 ("Capitalismul este regimul economic și social în care capitalul, sursa de venit, nu aparține în general celor care îl fac să producă prin munca lor").:237 Karl Marx și Friedrich Engels s-au referit la "sistemul capitalist" și la "modul capitalist de producție" în "Capitalul" (1867). Utilizarea cuvântului "capitalism" în raport cu un sistem economic apare de două ori în Volumul I al Capitalului, p. 124 (ediția germană) și în Teorii ale plusvalorii, vol. II, p. 493 (ediția germană). Marx nu folosea extensiv termenul "capitalism", ci "capitalist" și "modul capitalist de producție", care apar de peste 2.600 de ori în trilogia Capitalul. Potrivit Oxford English Dictionary (OED), termenul "capitalism" apare prima dată în limba engleză în 1845 în romanul The Newcomes al lui William Makepeace Thackeray, unde el însemna "deținerea capitalului". De asemenea, potrivit OED, Carl Adolph Douai, un socialist și aboliționist germano-american, a folosit expresia "capitalism privat" în 1863.

## Definiție
Nu există o definiție general acceptată a noțiunii de capitalism. Totuși, este general acceptat faptul că proprietatea privată asupra factorilor de producție, crearea de bunuri și servicii pentru obținerea profitului și prețurile și salariile sunt elemente care definesc capitalismul. 
Uneori capitalismul este definit ca fiind sistemul în care toți factorii de producție se află în proprietate privată. Alteori este folosită o definiție conform căreia doar marea majoritate se află în proprietate privată, dar acest tip de economie este privit de unii economiști ca fiind o economie mixtă.

## Istoric

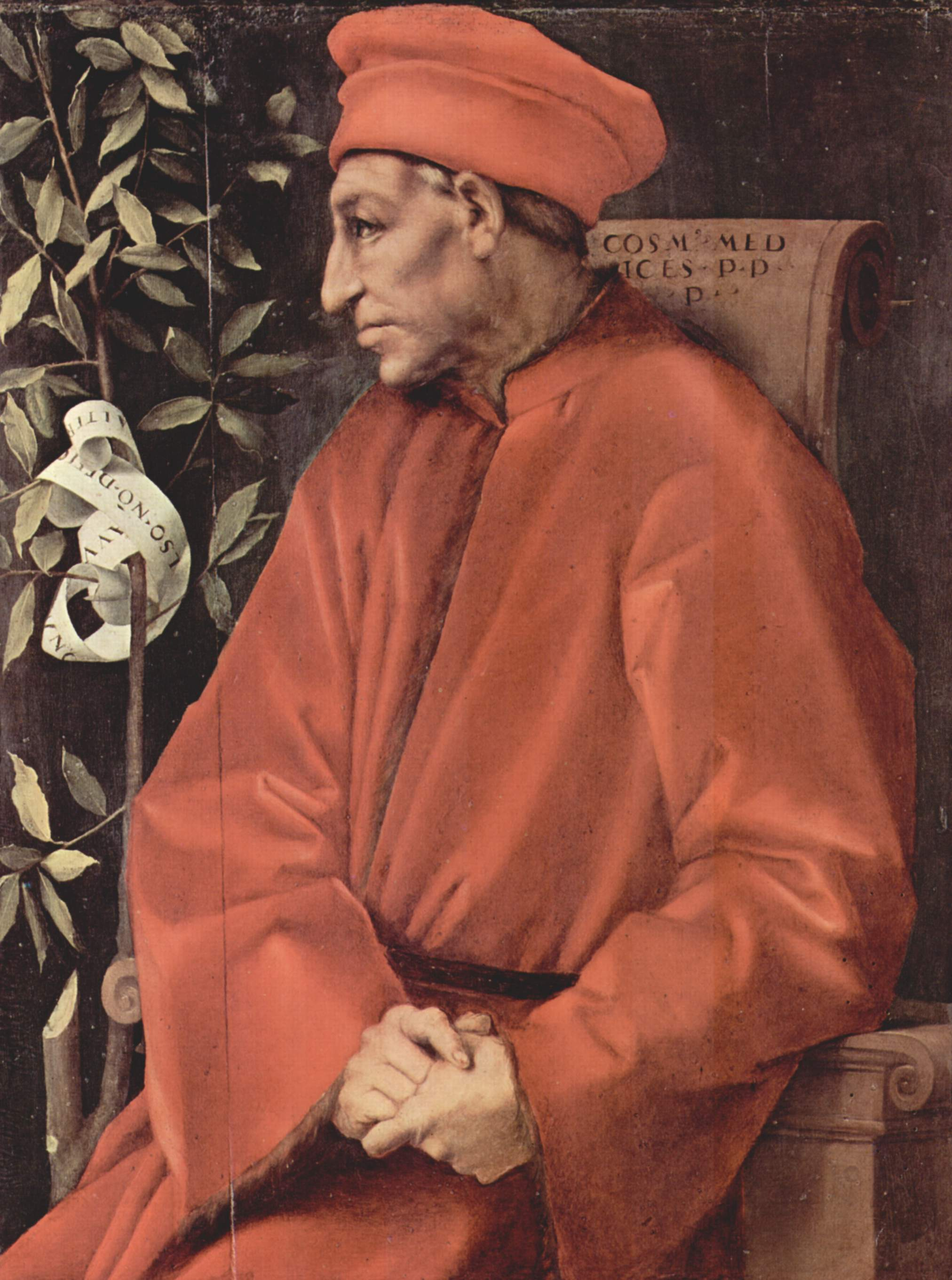
Cosimo de' Medici (fotografiat într-un portret din secolul al XVI-lea de Pontormo) a construit un imperiu financiar internațional.

Capitalismul, în forma sa modernă, poate fi urmărit până la apariția capitalismului agrar și mercantilismului în timpul Renascentismului timpuriu, în orașe-state precum Florența. Capitalul a existat incipient la o scară mică timp de secole în forma activităților comerciale, de închiriere și împrumut, și ocazional ca industrie la scară mică cu o anumită muncă salariată. Schimbul simplu de mărfuri și, implicit, producția simplă de mărfuri, care constituie baza inițială pentru creșterea capitalului prin comerț, au o istorie foarte lungă. În timpul Epocii de Aur Islamice, arabii au promovat politici economice capitaliste precum liberul schimb și sistemul bancar. Folosirea lor a numerelor indo-arabe a facilitat contabilitatea. Aceste inovații s-au extins în Europa prin intermediul partenerilor de comerț din orașe precum Veneția și Pisa. Matematicienii italieni au călătorit în Mediterană discutând cu comercianții arabi și s-au întors pentru a populariza utilizarea numerelor indo-arabe în Europa.

### Agrarismul

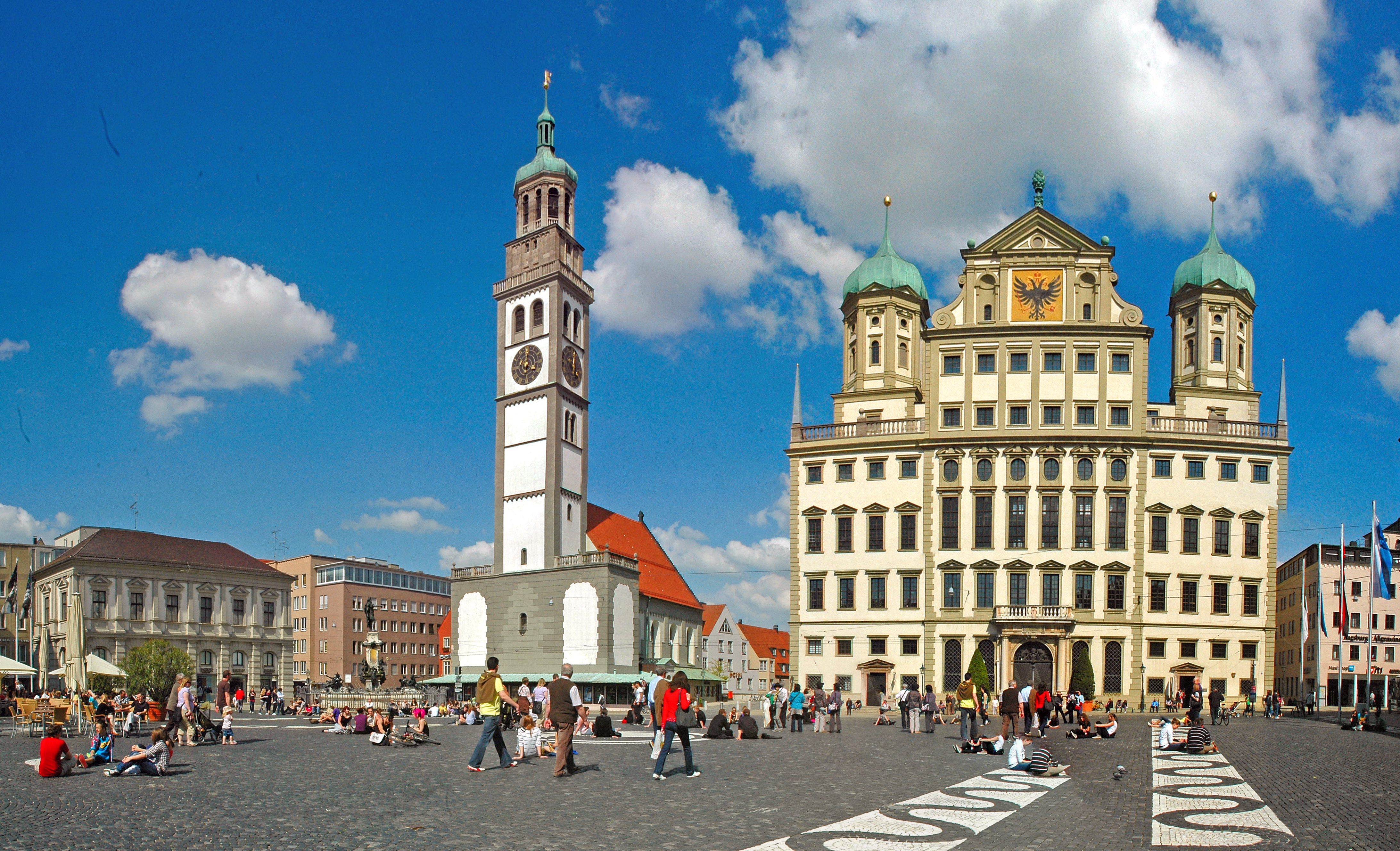
Augsburg, centrul capitalismului.

În Anglia secolului al XVI-lea, fundațiile economice ale sistemului feudal agricol au început să se schimbe substanțial, pe măsură ce sistemul feudal de tip moșierie se dezintegra și pământul începea să se concentreze în mâinile unui număr mai mic de proprietari foncieri cu domenii tot mai mari. În locul unui sistem de muncă bazat pe iobăgie, lucrătorii erau din ce în ce mai mult angajați în cadrul unei economii monetare mai largi și în expansiune. Sistemul exercita presiune atât asupra proprietarilor cât și asupra chiriașilor să crească productivitatea agriculturii pentru a obține profit; slăbirea puterii aristocrației de a extrage surplusuri de la țărani îi încuraja să încerce metode mai bune, iar chiriașii aveau, de asemenea, stimulente să-și îmbunătățească metodele pentru a prospera într-un piață competitivă a forței de muncă. Termenii chiriei pentru pământ deveneau supuși forțelor economice ale pieței în locul vechiului sistem stagnant al obiceiului și obligației feudale.

### Mercantilism

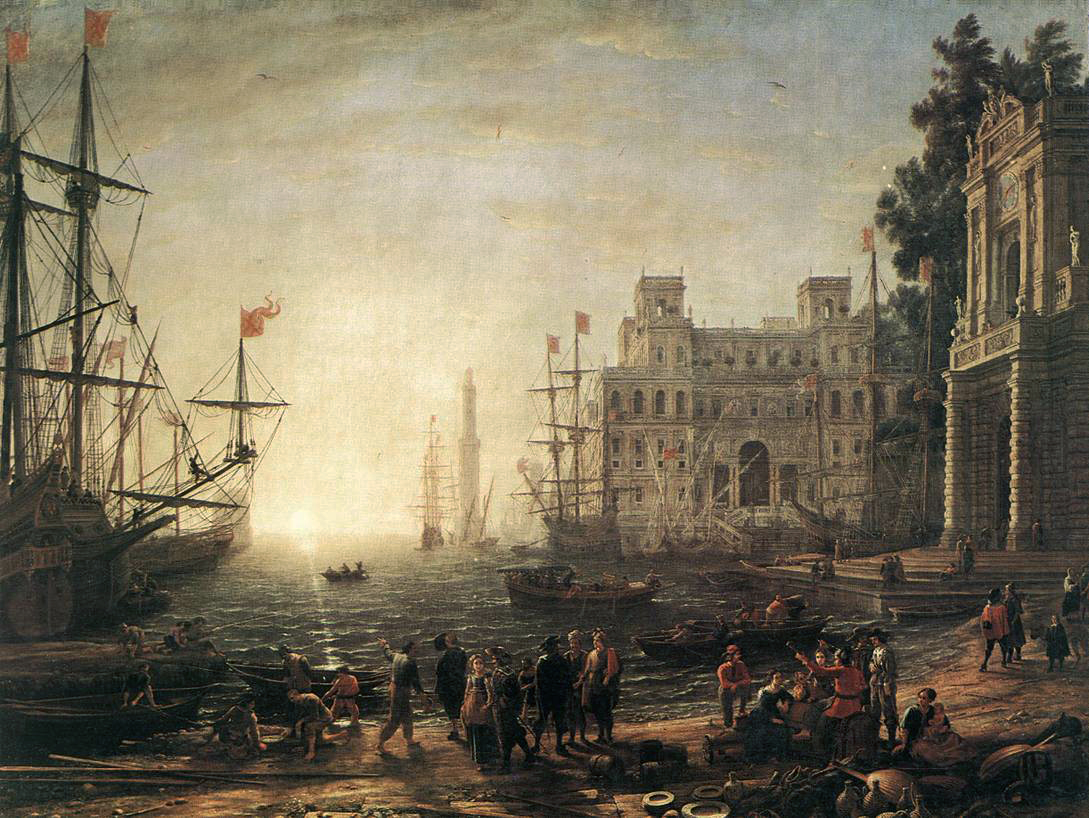
O pictură cu un port maritim francez din 1638 la apogeul mercantilismului.

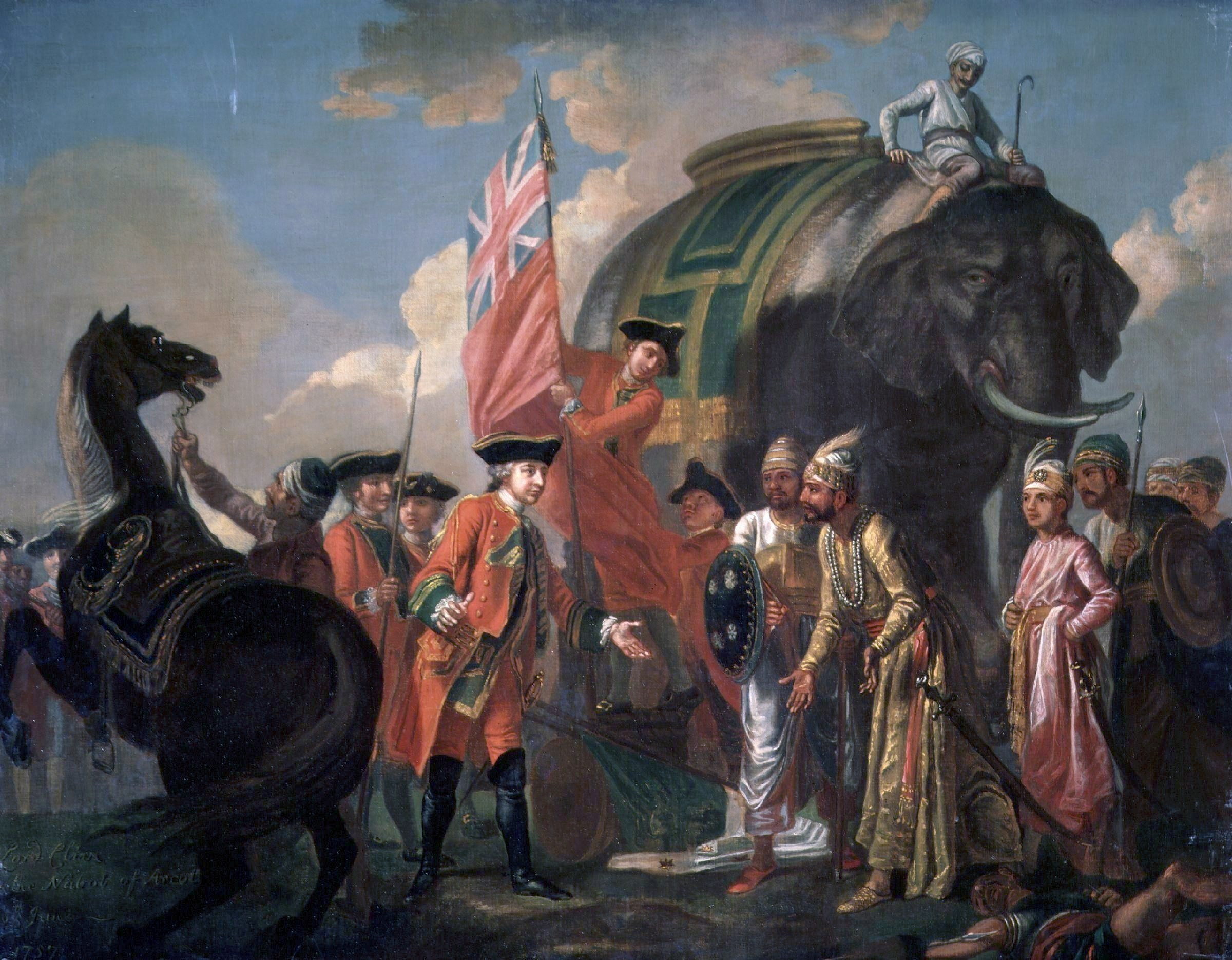
Robert Clive cu Nawabs din Bengal după bătălia de la Plassey, care a început stăpânirea britanică în India.

Doctrina economică dominantă în perioada secolului al XVI-lea până în secolul al XVIII-lea este cunoscută în mod obișnuit sub numele de mercantilism. Această perioadă, Epoca Descoperirilor, a fost asociată cu explorarea geografică a terenurilor străine de către comercianții negustori, în special din Anglia și Țările de Jos. Mercantilismul era un sistem de comerț pentru profit, deși bunurile erau în mare parte produse încă prin metode non-capitaliste. Cei mai mulți cercetători consideră perioada capitalismului comercial și a mercantilismului ca fiind originea capitalismului modern, deși Karl Polanyi a susținut că trăsătura distinctivă a capitalismului este instituirea piețelor generalizate pentru ceea ce el numea "bunuri fictive", adică pământul, muncă și bani. În consecință, el a argumentat că "abia în 1834 a fost stabilită o piață a muncii competitive în Anglia, așadar capitalismul industrial ca sistem social nu poate fi considerat că a existat înainte de această dată".
În Anglia a început o abordare extinsă și integrativă a mercantilismului în timpul Epocii Elisabetane (1558–1603). O explicație sistematică și coerentă a balanței comerciale a fost făcută publică prin argumentul lui Thomas Mun în lucrarea England's Treasure by Forraign Trade, or the Balance of our Forraign Trade is The Rule of Our Treasure. Aceasta a fost scrisă în anii 1620 și publicată în 1664.
Negustorii europeni, sprijiniți de controalele statului, subvenții și monopoluri, și-au obținut cea mai mare parte din profituri prin cumpărarea și vânzarea de bunuri. În cuvintele lui Francis Bacon, scopul mercantilismului era "deschiderea și echilibrarea comerțului.
După perioada de proto-industrializare, Compania Britanică a Indiilor de Est și Compania Olandeză a Indiilor de Est, după contribuții masive din partea Bengalului Mughal, au inaugurat o eră expansivă a comerțului și schimburilor comerciale.

### Revoluția Industrială

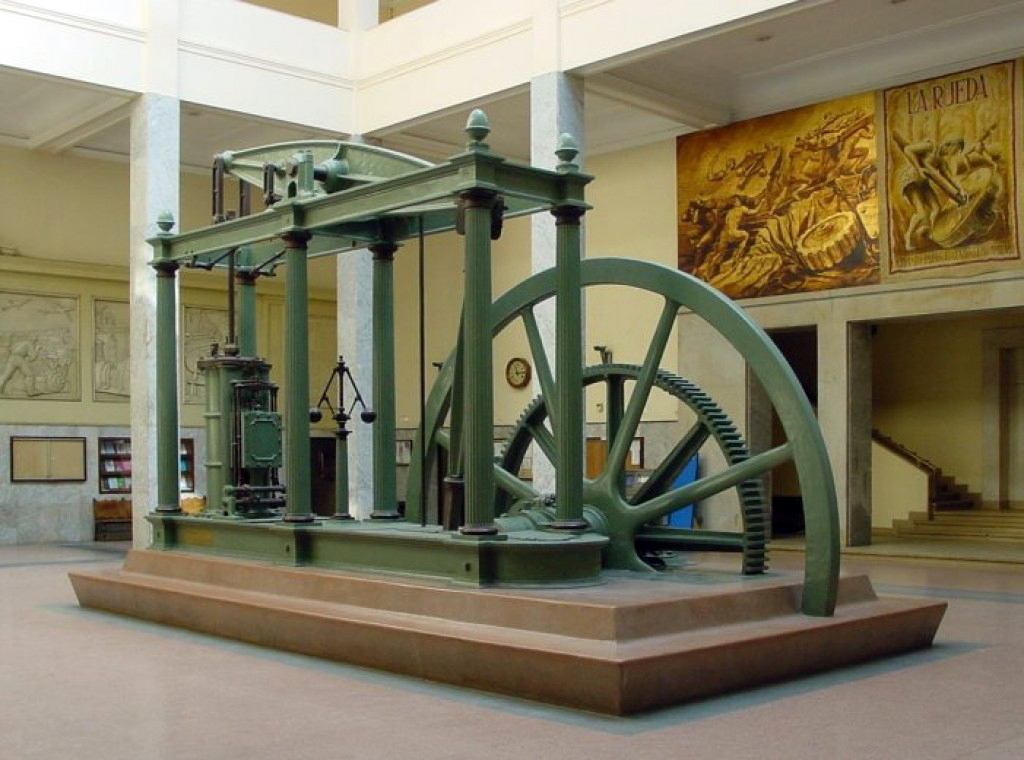
Motorul cu abur Watt, alimentat în principal cu cărbune, a propulsat revoluția industrială în Marea Britanie..

În mijlocul secolului al XVIII-lea, un grup de teoreticieni economici, condus de David Hume (1711–1776) și Adam Smith (1723–1790), a contestat doctrinele fundamentale ale mercantilismului, cum ar fi credința că bogăția lumii rămâne constantă și că un stat poate să-și crească bogăția doar în detrimentul altui stat.
În timpul Revoluției Industriale, industrialiștii au înlocuit comercianții ca factor dominant în sistemul capitalist și au determinat declinul meșteșugarilor. Capitalismul industrial a marcat dezvoltarea sistemului de fabrici, caracterizat de o diviziune complexă a muncii.
Marea Britanie industrială a renunțat în cele din urmă la politica protecționistă prescrisă anterior de mercantilism. În secolul al XIX-lea, Richard Cobden (1804–1865) și John Bright (1811–1889), care și-au fundamentat credințele pe Școala de la Manchester, au inițiat o mișcare pentru reducerea tarifelor. În anii 1840, Marea Britanie a adoptat o politică mai puțin protecționistă, cu abrogarea legilor Corn și abrogarea actelor de navigație din 1846, respectiv 1849.

### Modernitate

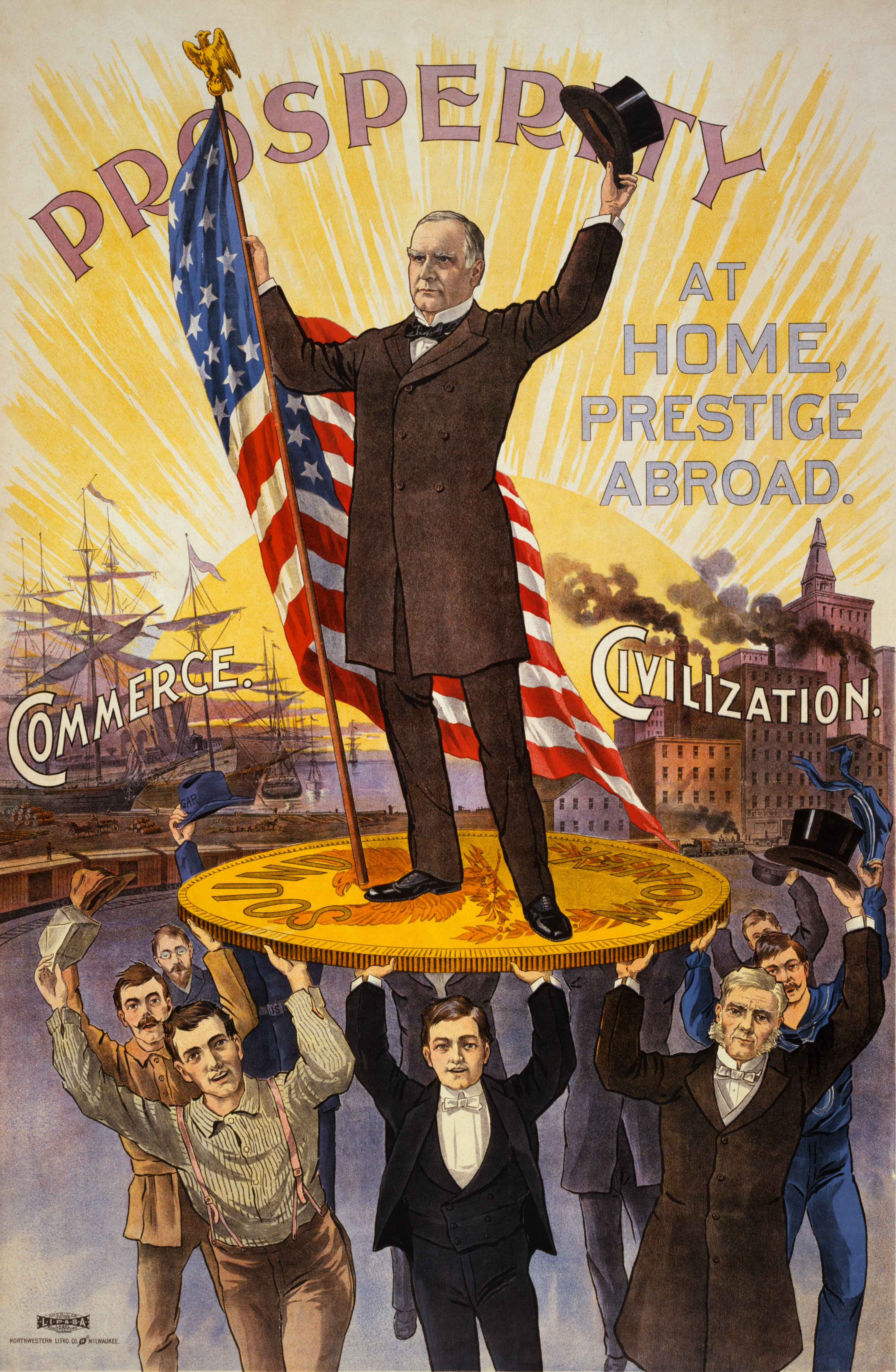
Standard-ul aurului a format baza financiară a economiei internaționale din 1870 până în 1914.

Procesele mai largi ale globalizării au dus capitalismul în întreaga lume. La începutul secolului al XIX-lea, o serie de sisteme de piață vag conectate s-au unit ca un sistem global relativ integrat, intensificând în același timp procesele de globalizare economică și alte tipuri de globalizare. La sfârșitul secolului al XX-lea, capitalismul a învins o provocare din partea economiilor cu planificare centralizată și acum este sistemul dominant la nivel mondial, cu economia mixtă ca forma dominantă în lumea industrializată occidentală.
Industrializarea a permis producția ieftină a articolelor de uz casnic folosind economiile de scară, în timp ce creșterea rapidă a populației a creat o cerere susținută pentru mărfuri.
După Războaiele Opiumului din 1839–1860 și finalizarea cuceririi britanice a Indiei până în 1858, populațiile vaste din Asia au devenit consumatori ai exporturilor europene. Europenii au colonizat zone din Africa sub-sahariană și insulele din Pacific. Colonizarea de către europeni, în special a Africii sub-sahariene, a generat resurse naturale valoroase precum cauciucul, diamantele și cărbunele și a contribuit la stimularea comerțului și investițiilor între puterile imperiale europene, coloniile lor și Statele Unite:
Locuitorul Londrei putea comanda telefonic diverse produse din întreaga lume și să se aștepte în mod rezonabil la livrarea lor pe pragul ușii sale.

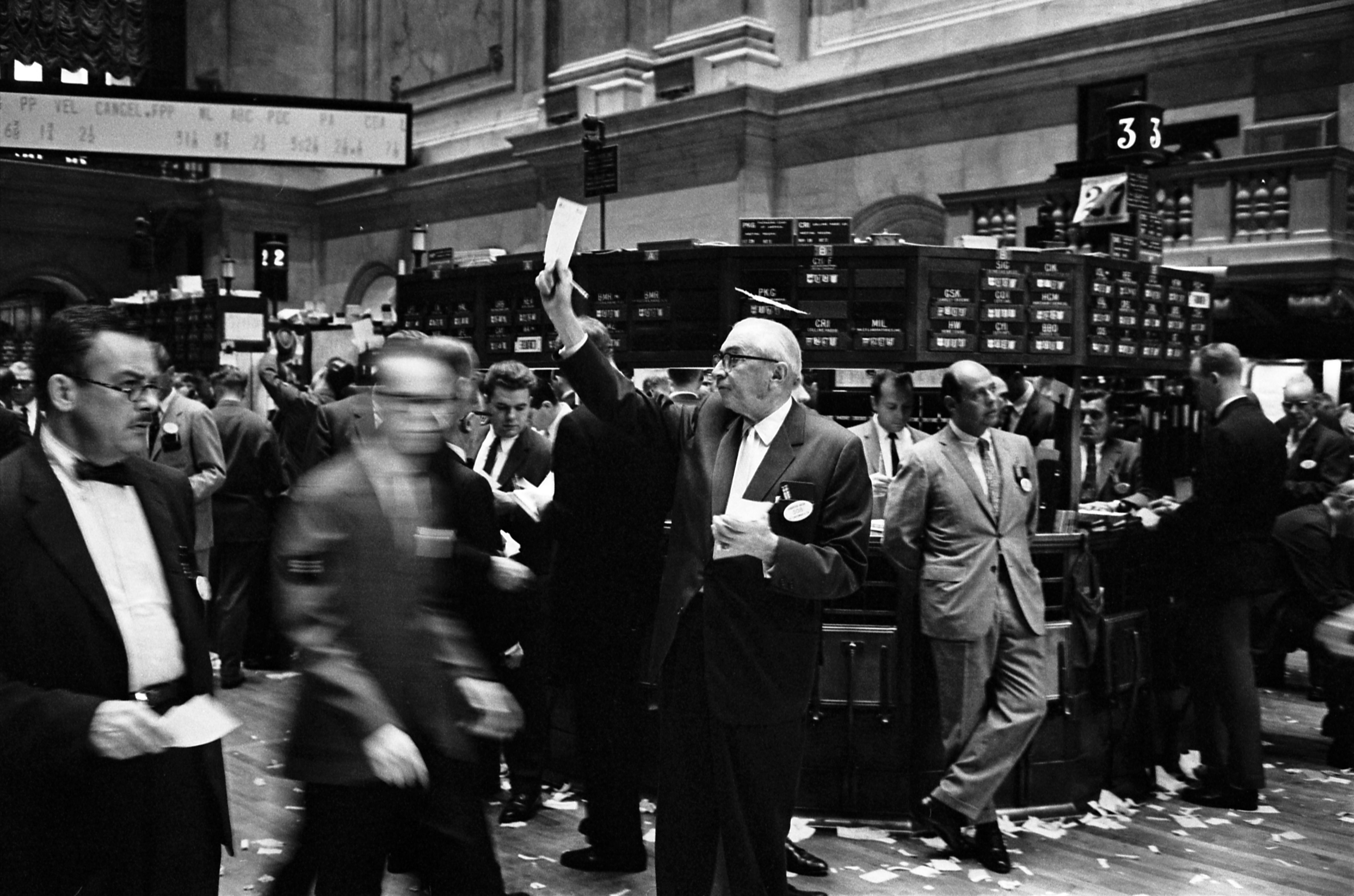
Bursa din New York (1963)

Din anii 1870 până la începutul anilor 1920, sistemul financiar global a fost în principal legat de prețul aurului. Regatul Unit a adoptat în mod formal acest standard pentru prima dată în 1821. Curând au urmat Canada în 1853, Newfoundland în 1865, Statele Unite ale Americii și Germania în 1873. Noile tehnologii, cum ar fi telegraful, cablul transatlantic, radiotelefonul, vaporul cu aburi și căile ferate au permis bunurilor și informațiilor să circule în jurul lumii într-o măsură fără precedent.
În Statele Unite, termenul „capitalist” se referea în principal la oamenii de afaceri puternici până în anii 1920, datorită scepticismului și criticilor generalizate din societate la adresa capitalismului.
Societățile capitaliste contemporane s-au dezvoltat în Occident între anii 1950 și prezent, iar acest tip de sistem continuă în întreaga lume - exemple relevante au început în Statele Unite după anii 1950, în Franța după anii 1960, în Spania după anii 1970, în Polonia după 2015 și altele.

#### Relația cu democrația
Relația dintre democrație și capitalism este o zonă contestată în teorie și în mișcările politice populare. Extinderea votului universal masculin în Marea Britanie din secolul al XIX-lea a avut loc odată cu dezvoltarea capitalismului industrial și democratia reprezentativă a devenit răspândită în același timp cu capitalismul, ceea ce a determinat capitaliștii să propună o relație cauzală sau mutuală între ele. Cu toate acestea, potrivit unor autori din secolul al XX-lea, capitalismul a însoțit și o varietate de forme politice cu totul distincte de democrațiile liberale, inclusiv regimurile fasciste, monarhiile absolute și statele cu partid unic. Teoria păcii democratice susține că democrațiile rareori se luptă între ele, dar alții sugerează că acest lucru se poate datora similarității sau stabilității politice, mai degrabă decât faptului că sunt "democratice" sau "capitaliste". Criticii susțin că, deși creșterea economică sub capitalism a condus la democrație, acest lucru nu ar putea fi valabil în viitor, deoarece regimurile autoritare au reușit să gestioneze creșterea economică folosind unele dintre principiile competitive ale capitalismului fără a face concesii în ceea ce privește libertatea politică.
Oamenii de știință politici Torben Iversen și David Soskice consideră că democrația și capitalismul se susțin reciproc. Robert Dahl a argumentat în lucrarea sa Despre Democrație că capitalismul era benefic pentru democrație deoarece creșterea economică și o clasă de mijloc mare erau bune pentru democrație.
În cartea sa „Drumul către Sclavie” (1944), Friedrich Hayek (1899–1992) a afirmat că înțelegerea libertății economice prezentă în capitalism este un prealabil al libertății politice. A argumentat că mecanismul pieței este singura modalitate de a decide ce să producă și cum să distribuie bunurile fără a folosi coerciția. Milton Friedman și Ronald Reagan au promovat, de asemenea, acest punct de vedere. Friedman a susținut că operațiunile economice centralizate sunt întotdeauna însoțite de represiune politică.
Statele cu sisteme economice capitaliste au prosperat sub regimuri politice considerate a fi autoritare sau opresive. Singapore are o economie de piață deschisă de succes datorită climatului competitiv prietenos cu afacerile și a robustei stăpâniri a legii. Cu toate acestea, este adesea criticată pentru stilul său de guvernare, care, deși democratic și consistent unul dintre cele mai puțin corupte, operează în mare parte sub un regim de partid unic.
Termenul "capitalism" în sensul său modern este adesea atribuit lui Karl Marx. În lucrarea sa "Das Kapital", Marx a analizat "modul de producție capitalist" folosind o metodă de înțelegere cunoscută astăzi sub numele de marxism. Cu toate acestea, Marx însuși a folosit rareori termenul "capitalism", în timp ce acesta a fost folosit de două ori în interpretările mai politice ale lucrării sale, în principal autorizate de colaboratorul său Friedrich Engels.

## Caracteristici

### Rezumat
În general, capitalismul, ca sistem economic și mod de producție, are următoarele caracteristici:
- Acumularea de Capital:[30] Producția de bunuri pentru profit este scopul implicit al (aproape) tuturor factorilor de producție, precum și eliminarea producției anterioare efectuate pentru scopuri sociale sau pentru uz casnic individual.[31]
- Producția de mărfuri: Producția este destinată pentru schimb pe o piață, pentru a maximiza prețul și nu utilitatea unui bun.
- Proprietatea privată asupra mijloacelor de producție[6]
- Niveluri ridicate de salarizare a muncii.[32]
- Investiții de bani pentru a face profit.[33]
- Utilizarea mecanismului de preț pentru alocarea resurselor între diferite utilizări. Mai exact, dacă trebuie luată o decizie legată de alocarea unor resurse pentru diferite utilizări, se va lua decizia care maximizează profitul.[6]
- Libertatea capitaliștilor de a acționa în propriul lor interes în gestionarea afacerilor și investițiilor lor.
- Furnizarea de capital de către "unicul proprietar al unei firme sau de către acționari în cazul unei societăți pe acțiuni."

### Piața de schimb

Prețul (P) al unui produs este determinat de echilibrul între oferta la acel preț (oferta S) și cererea celor cu putere de cumpărare la acel preț (cererea D): acest lucru duce la un echilibru al pieței, cu o anumită cantitate (Q) de produs vândută; o creștere a cererii va duce la o creștere a prețurilor și o creștere în ofertă

În formele de capitalism de tip piață liberă și laissez-faire, piețele de schimb sunt cele mai utilizate pe scară largă, unde nu există constrângeri în mecanismul de stabilire a prețurilor. În economiile mixte, care sunt aproape universale în ziua de astăzi, piețele continuă să joace un rol dominant, dar sunt reglementate într-o anumită măsură de către guvern, cu scopul de a corecta eșecurile pieței, de a promova bunăstare socială, de a conserva resursele naturale sau din motive de apărare, siguranță publică sau pentru alte motive. În sisteme "capitaliste de stat", piețele sunt în mare parte libere, dar statul se bazează puternic pe întreprinderile de stat sau planificări economice pentru a acumula capital.
Oferta este cantitatea dintr-un bun sau serviciu produs de o firmă și care este disponibil spre vânzare. Cererea este cantitatea pe care oamenii sunt dispuși să o cumpere la un anumit preț. Prețurile tind să crească atunci când cererea depășește oferta, și scad atunci când oferta depășește cererea. În teorie, piața este capabilă să se adapteze și să atingă un nou echilibru între preț și cantitate.
Competiția apare atunci când mai mult de un producător încearcă să vândă produse identice sau similare acelorași cumpărători. În teoria capitalistă, concurența duce automat la inovare și la prețuri mai accesibile. Fără concurență, monopoluri sau carteluri pot apărea. Un monopol apare atunci când există o singură firmă ce furnizează un produs de pe piață; pentru că nu are frică de concurență, firma poate limita cantitatea de marfă produsă, ceea ce duce la creșterea prețurilor. Un cartel este un grup de firme care acționează împreună într-un monopol pentru a controla producția și prețurile. Peste tot în lume sunt depuse eforturi de către guverne pentru a preveni crearea de monopoluri și carteluri.

### Munca salariată
Munca salariată, adesea denumită muncă plătită, angajare plătită sau muncă remunerată, se referă la relația socioeconomică dintre un lucrător și un angajator în care lucrătorul își vinde puterea de muncă în cadrul unui contract de muncă formal sau informal. Aceste tranzacții au loc de obicei pe o piață a muncii în care salariile sau remunerațiile sunt determinate de piață.
În schimbul banilor plătiți sub formă de salarii sau remunerații, produsul muncii devine în general proprietatea nediferențiată a angajatorului. Un muncitor salariat este o persoană al cărei mijloc principal de venit provine din vânzarea muncii lor în acest fel.

### Profitul
Într-un sistem capitalist venitul provine din cel putin două surse: profit și salarii. În anumite contexte, venitul realizat prin deținerea de resurse naturale sub forma chiriilor este privit ca o a treia sursă de venit, distinctă de profit și salarii.
Profitul este ceea ce se obține în urma deținerii controlului asupra mijloacelor de producție de către cei care dețin capitalul. Deseori profitul este folosit pentru dezvoltarea afacerii, ceea ce duce la crearea mai multor locuri de muncă și la creșterea economiei.
Salariile sunt primite de către salariați (cei care oferă servicii firmelor, dar nu sunt proprietari). Salariații își primesc salariul conform contractului de muncă, indiferent dacă firma are profit sau pierdere.

### Proprietatea privată
Relația între stat și societățile capitaliste a fost dezbătută în mai multe domenii de  teorie socială și politică, existând discuții active încă din secolul al XIX-lea. Hernando de Soto este un economist contemporan care susținea că, într-un sistem capitalist, este importantă protecția drepturilor de proprietate printr-un sistem unde drepturile de proprietate și tranzacțiile sunt clar înregistrate și respectate.
Potrivit lui de Soto, înregistrarea bunurilor în acest sistem de tranzacționare este procesul prin care bunurile materiale sunt transformate în capital, care la rândul său poate fi folosit mult mai eficient și în mai multe moduri în economia de piață. Un număr de economiști marxisti susțin că astfel de legislații implementate în Anglia și în alte țări a fost o parte integrantă a acumulării primitive a capitalismului și că anumite sisteme juridice ale proprietății private a terenurilor agricole au fost esențiale pentru dezvoltarea capitalismului.

### Concurența de piață
În economia capitalistă, concurența de piață este o rivalitate între vânzători în încercarea de a crește profitul, cota de piață și volumul vânzărilor prin modificarea diferitelor elemente de marketing: prețul, produsul, distribuția și promovarea.
Concurența de piață a fost descrisă de Adam Smith în lucrarea sa Avuția Națiunilor (1776), iar mai târziu și de alți economiști, ca fiind alocarea resurselor productive celor mai "valorase utilizări", încurajând așadar eficiența. Smith și alte economiști clasici, înainte de Cournot, au descris ideea de rivalitate între producători, atât din punct de vedere al prețurilor cât și alte aspecte, pentru a-și vinde marfa în cele mai bune condiții, prin "licitarea de cumpărători".
Concurența este larg răspândită în economia de piață și este o caracteristică esențială a acesteia, în care "cumpărătorii concurează cu alți cumpărători, iar vânzătorii concurează cu alți vânzători". Din perspectiva cumpărătorilor, aceștia concurează cu alți cumpărători pentru cumpărarea anumitor cantități de mărfuri care sunt disponibile, sau ar putea fi disponibile în cazul în care s-ar vinde astfel de bunuri. În mod similar, vânzătorii concurează cu alți vânzători în oferirea de bunuri pe piață, pentru atenția cumpărătorilor și pentru schimbul de resurse cu aceștia.
Competiția rezultă din lipsuri – nu există niciodată suficiente resurse pentru a satisface absolut toate nevoile oamenilor – și apare atunci când "oamenii se străduiesc să îndeplinească criteriile care sunt folosite pentru a determina cine și ce cumpără/vinde".

### Creștere economică
Creșterea economică este o tendință caracteristică a economiilor capitaliste. Cu toate acestea, economiile capitaliste pot experimenta fluctuații în creștere care nu pot fi explicate de schimbările demografice sau tehnologice. Aceste fluctuații, care implică perioade susținute de creștere economică și recesiune, sunt denumite cicluri economice în macroeconomie. Creșterea economică este măsurată ca creștere în investiții, producție economică și consum economic pe cap de locuitor. Schimbările în numărul de ore de muncă per se nu sunt considerate un factor de creștere economică.

### Rolul guvernului
Agențiile guvernamentale reglementează standardele de servicii în multe industrii, cum ar fi companiile aeriene și radiodifuziunea, precum și finanțează o gamă largă de programe. În plus, guvernul reglementează fluxul de capital și folosește instrumente financiare precum rata dobânzii pentru a controla factori precum inflația și șomajul.

## Cerere și ofertă
În structurile economice capitaliste, cererea și oferta reprezintă un model economic de determinare a prețurilor într-o piață. Acesta arată că într-o piață perfect competitivă, prețul unitar pentru un bun specific va varia până când se stabilizează la un punct în care cantitatea cerută de consumatori (la prețul actual) va fi egală cu cantitatea oferită de producători (la prețul actual), rezultând o echilibru economic pentru preț și cantitate.
Legile de bază ale cererii și ofertei, așa cum sunt descrise de David Besanko și Ronald Braeutigam, sunt următoarele patru:
1. Dacă cererea crește (curba cererii se deplasează spre dreapta) și oferta rămâne neschimbată, atunci apare o penurie, ducând la un preț de echilibru mai mare.
2. Dacă cererea scade (curba cererii se deplasează spre stânga) și oferta rămâne neschimbată, atunci apare un surplus, ducând la un preț de echilibru mai mic.
3. Dacă cererea rămâne neschimbată și oferta crește (curba ofertei se deplasează spre dreapta), atunci apare un surplus, ducând la un preț de echilibru mai mic.
4. Dacă cererea rămâne neschimbată și oferta scade (curba ofertei se deplasează spre stânga), atunci apare o penurie, ducând la un preț de echilibru mai mare.

### Program de aprovizionare
Un tabel de ofertă este o tabelă care arată relația dintre prețul unui bun și cantitatea oferită.

### Cerere
Un tabel de cerere, reprezentat grafic sub forma unei curbe de cerere, arată cantitatea de bunuri pe care cumpărătorii sunt dispuși și capabili să le achiziționeze la diferite prețuri, presupunând că toți factorii determinanți ai cererii, în afara prețului bunului în discuție, cum ar fi venitul, gusturile și preferințele, prețul bunurilor substituibile și prețul bunurilor complementare, rămân la fel.  Conform legii cererii, curba de cerere este aproape întotdeauna reprezentată ca având o pantă descendentă, ceea ce înseamnă că, pe măsură ce prețul scade, consumatorii vor cumpăra mai mult din bun.
La fel ca și curbele de ofertă reflectă curbele de cost marginal, curbele de cerere sunt determinate de curbele de utilitate marginală.

### Echilibru
În contextul cererii și ofertei, echilibrul economic se referă la o stare în care forțele economice, cum ar fi cererea și oferta, sunt echilibrate și în absența influențelor externe valorile (de echilibru) ale variabilelor economice nu se vor schimba. De exemplu, în modelul standard de concurență perfectă din manuale, echilibrul apare în punctul în care cantitatea cerută și cantitatea oferită sunt egale. Echilibrul pieței, în acest caz, se referă la o condiție în care un preț de piață este stabilit prin competiție, astfel încât cantitatea de bunuri sau servicii căutată de cumpărători să fie egală cu cantitatea de bunuri sau servicii produse de vânzători.

### Echilibru Parțial
Echilibrul parțial, așa cum sugerează și numele, ia în considerare doar o parte a pieței pentru a atinge echilibrul. Jain propune: "Un echilibru parțial este unul care se bazează doar pe o gamă restrânsă de date, un exemplu standard fiind prețul unui singur produs, prețurile tuturor celorlalte produse fiind menținute constante în timpul analizei".

## Tipuri de capitalism
Există mai multe variante de capitalism, care diferă în funcție de țară și regiune. Caracteristicile comune includ producția de bunuri și servicii pentru profit, alocarea resurselor pe piețe economice, precum și acumularea de capital.
Ele includ capitalism avansat, capitalism corporatist, capitalism financiar, capitalism de piață liberă, mercantilism, capitalism social, capitalism de stat și capitalism de bunăstare. Alte variante teoretice ale capitalismului includ anarho-capitalismul, capitalismul comunitar, capitalismul umanist, neo-capitalismul, capitalismul de monopol de stat și tehnocapitalismul.

### Capitalismul avansat
Capitalismul avansat se referă la o societate în care modelul capitalist a fost integrat și dezvoltat intens pe o perioadă lungă de timp. Diverși scriitori îl identifică pe Antonio Gramsci ca un influent teoretician al capitalismului avansat, ce a încercat să explice cum capitalismul s-a adaptat pentru a evita răsturnarea revoluționară care părea inevitabilă în secolul al XIX-lea. Explicația lui a fost declinul constrângerilor forțate folosite de clasa politică, înlocuite de instituțiile societății civile pentru a manipula ideologia populației în favoarea capitaliștilor.
Jürgen Habermas a fost făcut contribuții majore la analiza societăților capitaliste avansate. Habermas observă patru caracteristici generale ale capitalismului avansat:
- Concentrația activității industriale în câteva firme mari
- Dependența constantă de stat pentru a stabiliza sistemul economic
- Un guvern democratic, care legitimează activitatea statului și care ia în considerare opoziția față de sistem
- Utilizarea creșterilor salariale nominale pentru a pacifica cele mai agitate segmente ale forței de muncă [53]

### Finanțe
Capitalismul financiar este subordonarea proceselor de producție acumulării de profituri în sistemul financiar. În criticile lor la adresa capitalismului, marxismul și leninismul subliniază ambele rolul capitalului financiar ca interes determinat și de clasă dominantă în societatea capitalistă, în special în etapele sale ulterioare.
Rudolf Hilferding este creditat cu aducerea termenului de capitalism financiar în prim-plan prin lucrarea sa din 1910, "Capitalul financiar", un studiu al legăturilor dintre trusturile, băncile și monopolurile germane - un studiu integrat de Vladimir Lenin în "Imperialismul, stadiul superior al capitalismului" (1917), analiza sa a relațiilor imperialiste ale marilor puteri mondiale.

### Mercantilism

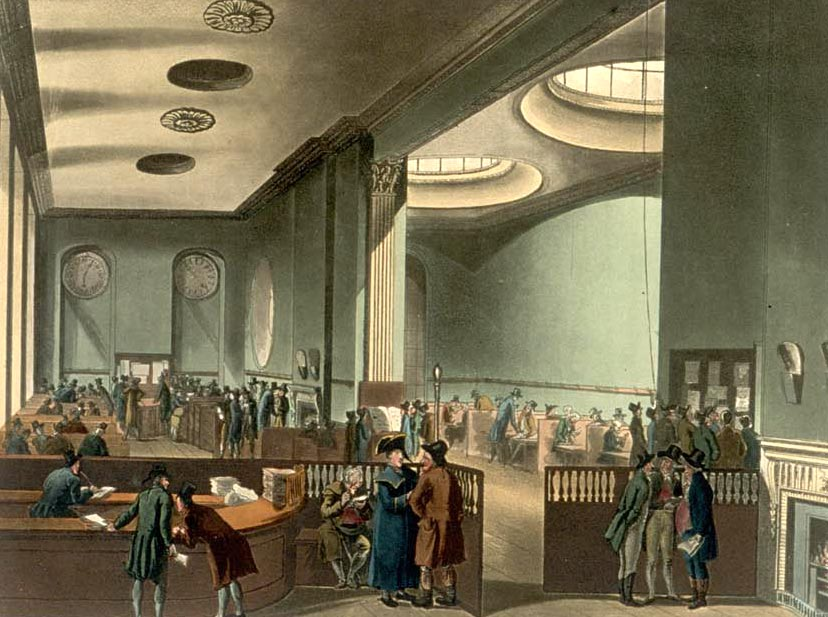
Camera de înscriere a Lloyd's din Londra (companie de asigurări), în secolul al 19-lea

Mercantilismul, în ciuda opiniei populare nu este capitalism, ci o formă timpurie de corporatism naționalist, într-o economie planificată cu monopoluri ale căror privilegii sunt acordate și reglementate de stat, apărând ca teorie economică din secolul al XVI-lea. Acesta este caracterizat prin împletirea intereselor de afacerilor cu interesele naționale și imperialism, prin urmare, aparatul de stat este utilizat pentru a promova interesele naționale de afaceri în străinătate. Un exemplu de sistem mercantilist erau primii coloniști care trăiau în America și cărora le era permis sa facă comerț doar cu țara mamă (de exemplu, Marea Britanie, Portugalia, Franța). Aceștia erau controlați de o „corporație mamă” iar organizarea soci-economică era de tip colectivist religios, dupa eșecurile inițiale unde mulți au murit și îndurat foamete coloniștii au fost lăsați liberi.  Mercantilismul era motivat de convingerea că bogăția unei națiuni putea să crească printr-un schimb comercial pozitiv cu alte națiuni; ea corespunde unei etapei de dezvoltare capitalistă numită acumularea primitivă de capital.

### Economia de piață liberă
Economia de piață liberă se referă la un sistem economic capitalist unde prețurile pentru bunuri și servicii sunt stabilite în mod liber de către cerere și ofertă și unde prețurile sunt lăsate să ajungă la punctul lor de echilibru, fără intervenția politică a guvernului. Acest sistem economic sprijină piețele extrem de competitive și dreptul de proprietate privată asupra întreprinderilor productive. Laissez-faire (din fr. "lăsat liber") este o formă mult mai extinsă de economie de piață liberă, în care rolul statului se limitează doar la protejarea drepturilor de proprietate.
Fernand Braudel a argumentat că schimbul liber pe piață și capitalismul sunt într-o oarecare măsură opuse; schimbul liber pe piață implică tranzacții publice transparente și un număr mare de competitori egali, în timp ce capitalismul implică un număr mic de participanți care folosesc capitalul lor pentru a controla piața prin tranzacții private, controlul informațiilor și limitarea concurenței.

### Economie de piață socială

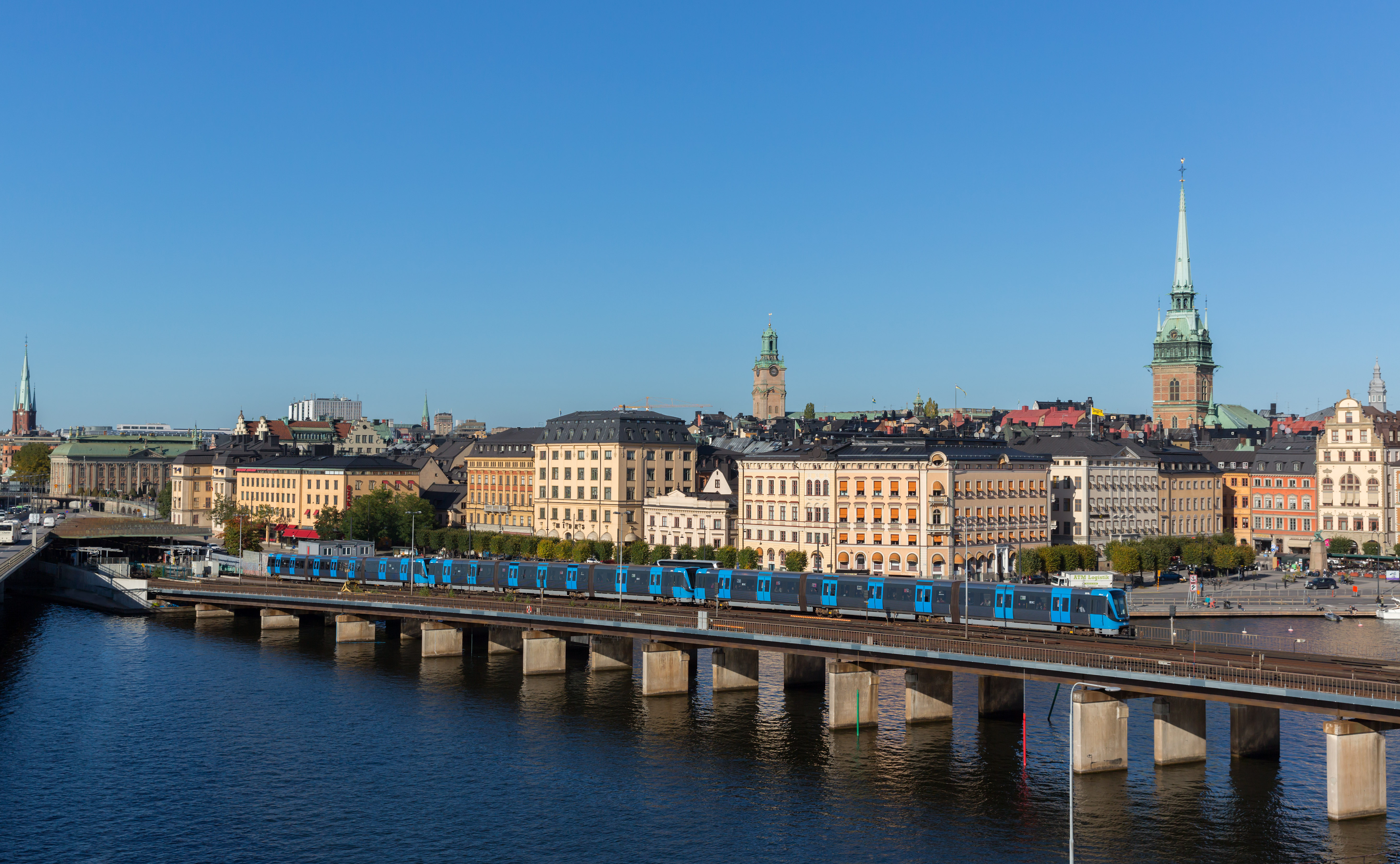
Suedia, precum și alte țări nordice, au o economie de piață socială. Poza: Stockholm, Suedia.

O economie de piață socială este un sistem de piață liberă unde intervenția statului în formarea prețurilor este menținută la un nivel minim, dar statul oferă servicii semnificative în domeniul securității sociale, ajutoare de șomaj și de recunoaștere a drepturilor de muncă prin contracte colective de muncă naționale. Acest model este proeminent în Europa de Vest, Țările Nordice și Japonia, deși în configurații diferite. Marea majoritate a întreprinderilor sunt private.
Capitalismul de Rin se referă la modelul contemporan de capitalism care există astăzi în Europa Continentală de Vest.

### Capitalismul de stat
Capitalismul de stat este o economie de piață capitalistă dominată de întreprinderile de stat, în cazul în care întreprinderile de stat sunt organizate ca întreprinderi comerciale pentru profit. Denumirea a fost folosită pe scară largă de-a lungul secolului 20 pentru a desemna diferite sisteme economice, variind de la proprietățile de stat din economiile de piață până la economiile planificate din fostul Bloc Estic. Potrivit lui Aldo Musacchio, un profesor de la Harvard Business School, capitalismul de stat este un sistem în care guvernele, fie democratice sau autocratice, exercită influență pe scară largă asupra economiei, atât prin companii de stat cât și prin subvenții. Musacchio observă o serie de diferențe între capitalismul de stat din ziua de astăzi și predecesorii săi. În opinia sa, guvernele din ziua de astăzi nu mai numesc birocrați pentru a conduce companii: cele mai mari întreprinderi de stat sunt astăzi tranzacționate pe piețele publice și păstrate în stare bună de mari investitori instituționali. Capitalismul de stat este asociat în zilele noastre cu model de capitalism al Asiei de Est și cu economia Norvegiei. Alternativ, Merriam-Webster definește capitalismul de stat ca fiind "un sistem economic de capitalismul privat modificat, ce are un grad variabil de proprietate și control guvernamental".

### Eco-capitalism
Eco-capitalism, cunoscut și sub numele de "capitalismul ecologic" sau (uneori) "capitalismul verde", este perspectiva conform căreia capitalul există în natură sub forma "capitalului natural" (ecosisteme care produc randament ecologic) de care depinde toată bogăția. Prin urmare, guvernele ar trebui să folosească instrumente de politică bazate pe piață (cum ar fi un impozit pe carbon) pentru a rezolva problemele de mediu.

### Capitalism sustenabil
Capitalismul sustenabil este o formă conceptuală de capitalism bazată pe practici durabile care caută să conserve umanitatea și planeta, reducând în același timp externalitățile și prezentând o asemănare cu politica economică capitalistă. O economie capitalistă trebuie să se extindă pentru a supraviețui și să găsească noi piețe pentru a susține această expansiune. Sistemele capitaliste sunt adesea distructive pentru mediu, precum și pentru anumiți indivizi fără acces la o reprezentare adecvată. Cu toate acestea, sustenabilitatea oferă exact opusul; implică nu numai o continuare, ci și o reînnoire a resurselor. Sustenabilitatea este adesea considerată a fi legată de ecologism, iar capitalismul durabil aplică principii sustenabile guvernării economice și aspectelor sociale ale capitalismului.
Importanța capitalismului durabil a fost recunoscută mai recent, dar conceptul nu este nou. Schimbările la modelul economic actual ar avea consecințe sociale, de mediu și economice semnificative și ar necesita eforturile individuale, precum și conformitatea guvernelor locale, statale și federale. Controversa înconjoară acest concept deoarece necesită o creștere a practicilor durabile și o scădere marcată a comportamentelor consumiste curente.

## Acumulare de capital
Accumularea de capital este procesul de "facere de bani" sau creșterea unei sume inițiale de bani prin investiții în producție. Capitalismul se bazează pe acumularea de capital, prin care capitalul financiar este investit pentru a obține un profit și apoi reinvestit într-o producție ulterioară într-un proces continuu de acumulare. În teoria economică marxistă, această dinamică se numește legea valorii. Accumularea de capital formează baza capitalismului, unde activitatea economică este structurată în jurul acumulării de capital, definită ca investiție în scopul realizării unui profit financiar.
În economia principală, contabilitate și economia marxistă, acumularea de capital este adesea echivalată cu investiția veniturilor din profit sau economii, în special în bunuri de capital reale. Concentrarea și centralizarea capitalului sunt două dintre rezultatele unei astfel de acumulări. În macroeconomia modernă și econometrie, sintagma "formarea de capital" este adesea folosită în loc de "acumulare", deși Conferința Națiunilor Unite privind Comerțul și Dezvoltarea (UNCTAD) se referă astăzi la "acumulare". Termenul "acumulare" este utilizat ocazional în contabilitatea națională.

## Rolul guvernului
Într-un sistem capitalist, guvernul nu interzice proprietatea privată și lasă oamenii să lucreze unde vor ei. De asemenea, guvernul oferă firmelor posibilitatea să stabilească ce salarii  plătesc angajaților și ce prețuri vor percepe pentru produsele lor. Cu toate acestea, multe țări au legislație pentru salariul minim și standarde minime de siguranță.
În unele versiuni ale capitalismului, guvernul îndeplinește o serie de funcții economice, cum ar fi emiterea banilor, supravegherea utilităților publice și executarea contractelor private. Multe țări au legi ale concurenței de piață care interzic monopolurile și formarea de carteluri. În ciuda legilor anti-monopol, corporațiile mari pot forma "monopoluri aproximative" în unele industrii. Așadar, astfel de corporații pot să scadă temporar prețurile și să accepte pierderi pentru a preveni concurența să intre pe piață, și apoi să le ridice odată ce amenințarea concurenței este redusă. În multe țări, companiile de utilități publice (de exemplu energie electrică, încălzire cu combustibil, comunicații) sunt capabile să funcționeze ca un monopol chiar dacă respectă regulamentul guvernului, datorită nivelului ridicat al economiei de scară.
Agențiile guvernamentale au rolul de a reglementa standardele de servicii în multe industrii, cum ar fi industria aeriană sau de televiziune. În plus, guvernul reglementează fluxul de capital și utilizează instrumente financiare, cum ar fi rata dobânzii, pentru a controla inflația sau șomajul.

## Istoria teoriei

### Economiștii preclasici
Primele idei fundamentale ale capitalismului pot fi găsite în fiziocrați.

### Economia clasică

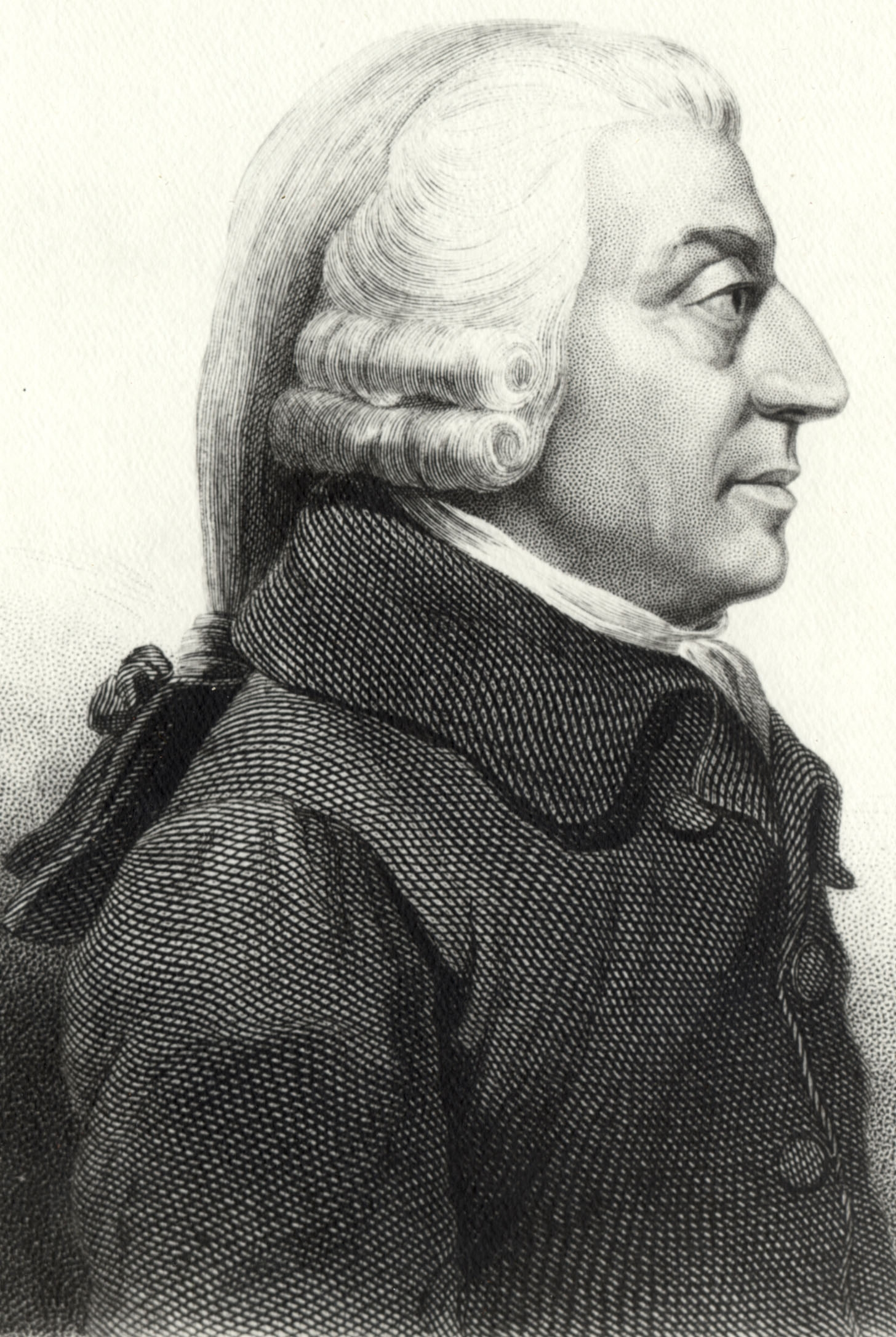
Adam Smith, primul teoretician al capitalismului.

Un important teoretician al capitalismului este economistul și filosoful moral scoțian Adam Smith (1723–1790), cu lucrarea sa majoră "Bogățiile Națiunilor" (1776). Deși Smith este adesea numit "Părintele Capitalismului", acesta nu a folosit termenul de capitalism.
Smith descrie o societate bazată pe diviziunea muncii în care oamenii schimbă bunuri. Acesta vede tendința de a schimba ca fiind înrădăcinată în natura umană. Oamenii fac schimburi din interes propriu. Diviziunea muncii în curs de dezvoltare sau specializarea crește productivitatea, care este factorul decisiv în creșterea prosperității unei țări: crește abilitatea muncitorului în domeniul său, economisește timp și încurajează muncitorul să utilizeze mașini utile să inventeze lucruri care fac munca mai ușoară.
Banii sunt un mijloc util de schimb în societatea comercială. Smith susține o teorie funcțională a banilor. Atunci când oamenii au început să producă conform diviziunii muncii, producătorii de bunuri au observat că ar putea schimba bunurile lor mai ușor dacă aveau unele bunuri pe care aproape toți oamenii le acceptau. În timp, oamenii au preferat metalele pentru că erau durabile și puteau fi divizate sau recombinate după dorința celor care fac schimburi. Autoritățile statale au preluat controlul asupra calității și cantității de bani metalici. Cu toate acestea, banii nu sunt cel puțin neutrii în ceea ce privește creșterea, deoarece facilitează schimbul și promovează creșterea reală a unei țări. Societatea este împărțită în trei clase principale: proprietarii de terenuri, muncitorii cu salariu și proprietarii de capital. Aceștia au fiecare sursele de venit de bază: proprietatea, munca și capitalul, cu ajutorul cărora primesc tipuri corespunzătoare de venit, respectiv chirie pentru teren, salarii și profit.
Deși în principiu este posibil ca o persoană să aibă mai multe surse de venit, cum ar fi un muncitor independent în cazul căruia salariile și profiturile coincid, Smith considera astfel de cazuri drept excepții. În mod obișnuit, muncitorii cultivă terenurile unui proprietar de terenuri și trebuie să-i dea acestuia o parte din produsul lor pentru a primi chiria pentru teren. Adesea, ei nu au mijloace să supraviețuiască până la recoltă. Un chiriaș le plătește salarii și îi întreține până atunci. Chiriașul își aproprie o parte din produs ca profit. În plus, proprietarul de capital poate împrumuta capitalul său pentru a obține dobânzi.
În lucrarea sa, Smith afirmă că în societatea modernă proprietatea este distribuită inegal, că venitul din proprietate se bazează adesea pe munca altora și că statul protejează aceste condiții; Dar Smith contracarează clar aceasta cu avantajele: datorită diviziunii muncii, standardul de viață crește chiar și pentru clasele cele mai sărace și salariile reale sunt mai mari decât în vremurile anterioare, care au precedat proprietatea privată asupra terenurilor și formarea de capital, astfel încât muncitorul deținea întregul produs al muncii sale. Smith observă și unele consecințe negative ale specializării.
Smith vede capitalul ca o rezervă profitabilă de bunuri. Dacă cineva are o rezervă destul de mare pentru a se întreține timp de luni sau ani, probabil va dori să folosească o parte din ea pentru a genera un venit. Smith numește doar această parte a rezervei capital; Partea rămasă, care servește consumului imediat, nu este considerată capital conform lui Smith. Smith aplică conceptul său atât la indivizi, cât și la societăți. Cu toate acestea, el observă o diferență. Un individ poate folosi o parte din stocul său de bunuri destinate consumului imediat ca capitalul său prin împrumuturi, închirieri, etc. În contrast, o societate poate deveni mai bogată doar prin producția mai multă.
Smith a dezvoltat o teorie a costurilor de producție a valorii. Acesta consideră munca ca fiind măsura universală a valorii de schimb a unei mărfuri. Valoarea de schimb este măsurată în cantitatea de muncă străină pe care proprietarul mărfii o poate comanda cu mărfurile sale. Prețurile de piață, care gravitează în jurul prețurilor naturale, tind în cele din urmă către prețurile naturale pe măsură ce acumularea de capital și concurența determină salariile, chiria și profitul să tindă către ratele lor naturale. Smith credea că acumularea de capital era esențială pentru creșterea bogăției unei țări. Pentru a crește valoarea produsului total al unei țări, este necesar, în mod tipic, mai mult capital pentru a angaja mai mulți muncitori sau pentru a obține o productivitate mai mare a muncii.
Smith este adesea văzut ca un teoretician al capitalismului modern sau industrial. Voci critice precum cea a lui David McNally contrazic faptul că în cazul lui Smith ar trebui totuși să vorbim de un capitalism agrar. Smith consideră sectorul agricol drept cel mai productiv și dezvoltă un model de creștere bazat pe producția agricolă.

### Marxism

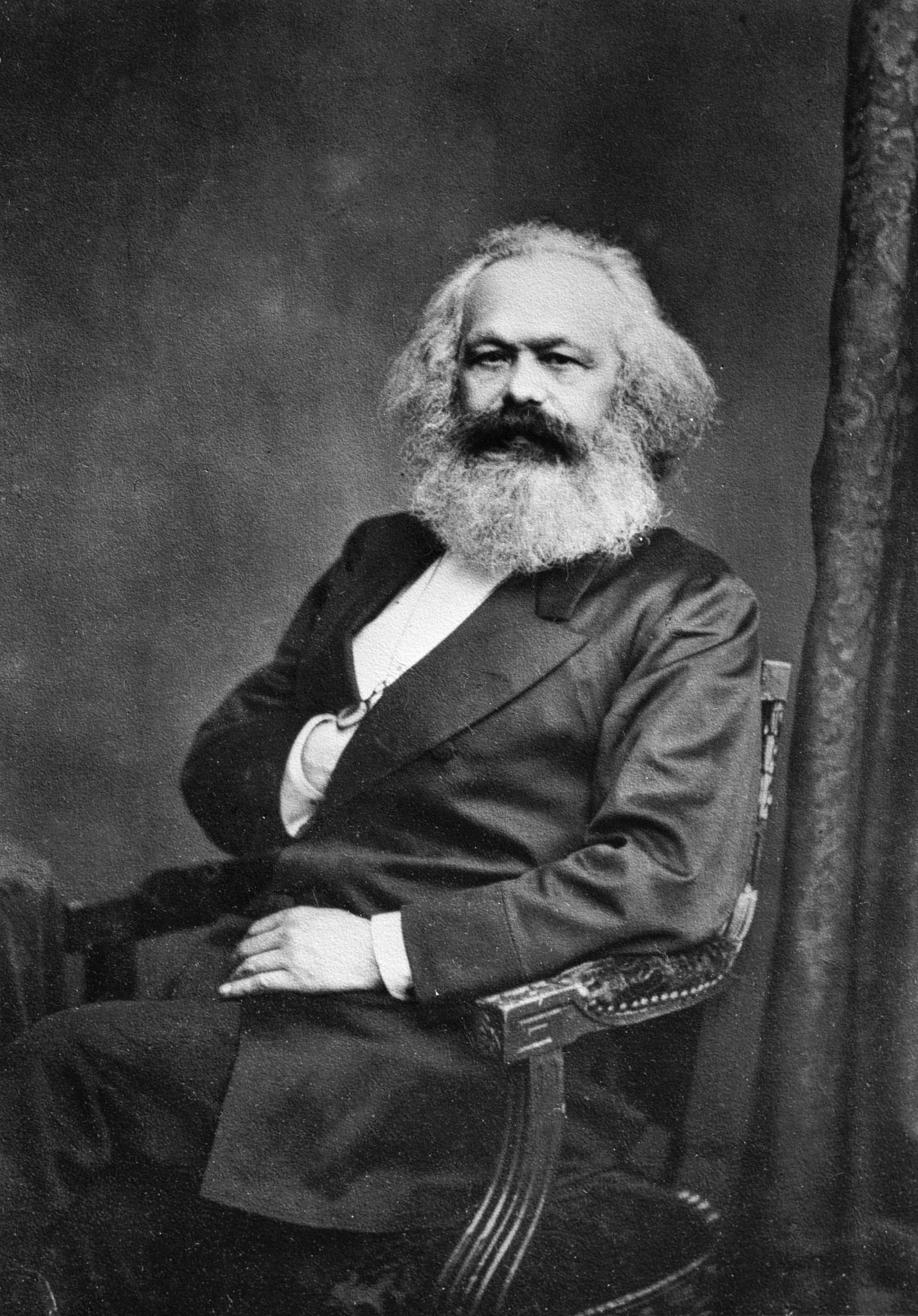
Karl Marx, unul dintre teoreticienii care au criticat capitalismul.

În tradiția marxistă, "capitalismul" se referă la "modul de producție bazat pe producția de mărfuri, economia de piață, investiția de capital, muncă salarială și profit".
Karl Marx (1818–1883) a folosit rar termenul de capitalism în lucrările sale, în schimb, el vorbea despre "modul capitalist de producție". Marx nu dorea să stabilească un sistem socialist în "Capital". El a criticat disciplina economiei politice în ceea ce privește interesul său pentru cunoaștere și categoriile fundamentale. El nu dorea în primul rând să descrie capitalismul industrial englez din secolul al XIX-lea. În primul rând, Marx a explorat legile mișcării care sunt esențiale pentru modul capitalist de producție, indiferent cât de dezvoltat este acest mod de producție. Prin dobândirea unei înțelegeri despre modul în care funcționează, Marx dorea să arate că acest mod de producție nu este în interesul muncitorilor, astfel încât aceștia să poată răsturna condițiile existente.
Marx examinează mai întâi forma de marfă, pe care o consideră fundamentală pentru înțelegerea modului capitalist de producție. O marfă este un produs al muncii umane care are o valoare de utilizare, a fost produs pentru alții și este dobândit în schimbul pe piață. Valoarea sa abstractă apare în valoarea de schimb a mărfii. Conform distincției între valoarea de utilizare și valoarea de schimb, Marx face, de asemenea, distincția între diferite tipuri de muncă. Munca concretă este cheltuiala de muncă umană într-o formă specifică, perceptibilă simțurilor și produce un ansamblu specific de bunuri. A fi o marfă nu este o proprietate fizică a unei mărfi individuale, ci o construcție socială pură care nu poate fi înțeleasă în mărfură individuală, ci poate apărea doar în relație cu alte mărfuri. Valoarea sau munca abstractă este o relație socială de validitate: într-o societate cu un grad ridicat de divizare a muncii, ai cărei membri își schimbă produsele pe piață, producătorii își stabilesc conexiunea socială prin produsele lor; Doar prin schimb devine clar dacă munca concretă individuală are o parte în munca globală a societății.
Marx critică clasicii nu doar pentru că nu recunosc natura muncii abstracte, ci și pentru că nu înțeleg legătura dintre valoare și forma valorii. În timp ce clasicii tratează banii ca pe ceva pe care proprietarii de mărfuri îl aleg conștient deoarece îl consideră util în facilitarea schimbului de mărfuri, Marx concepe banii ca pe ceva necesar. Valoarea are nevoie de o formă adecvată de valoare. Banii reprezintă forma independentă a valorii care încarnează valoarea ca atare și servește ca formă de valoare social valabilă în general.
Prin schimbul produselor lor prin intermediul unei piețe, producătorii privați ai unei societăți bazate pe diviziunea muncii transferă caracterul social al muncii lor în lucruri și relația lor socială devine o relație între lucruri; De aceea, cei implicați în această practică consideră valoarea o proprietate materială, naturală a unei mărfi sau, mai degrabă, toate produsele muncii sunt văzute în mod istoric ca mărfuri, indiferent de contextul social în care au fost efectiv produse.
Marx examinează relația între capitalul individual și capitalul social total la diferite niveluri. În primul volum, Marx privește capitalul total mai mult ca suma capitalurilor individuale. Pe măsură ce capitalurile individuale se acumulează, se acumulează și capitalul total. Această concentrare permite unor părți ale unui capital să se desprindă și să devină independente. Astfel, ele formează materialul pentru centralizare: pe măsură ce capitalurile concurează între ele și folosesc sistemul de credit, ele conduc la fuzionarea capitalurilor. În al doilea volum, Marx afirmă că capitalul total este format din capitalurile individuale, care sunt conectate între ele prin circulația mărfurilor; Pentru ca capitalul total să se reproducă sau să se acumuleze, elementele produsului total trebuie să aibă anumite relații cantitative și de valoare între ele. În al treilea volum, el descrie cum, din cauza concurenței dintre capitalurile individuale, ratele de profit individuale tind să se egaleze pentru a forma o rată de profit generală sau medie.
Clasa muncitoare își poate crește nivelul de trai prin organizarea sa și folosirea creșterilor de productivitate pentru salarii reale mai mari sau, de exemplu, prin limitarea orelor de lucru printr-o zi standard de lucru stabilită prin lege. Cu toate acestea, modul capitalist de producție are mecanisme care reglementează nivelul salariilor în favoarea capitalului. În plus, crizele pun repetat sub semnul întrebării realizările clasei muncitoare și ale statului.
Marx nu era preocupat de perioadizare în "Capital". În tradiția marxistă, capitalismul este împărțit în fazele capitalismului timpuriu sau de tranziție, capitalismul competitiv, capitalismul monopolist și imperialismul. După cel de-Al Doilea Război Mondial, "școlile" s-au divizat în capitalismul de stat-monopol (marxism ortodox) și capitalismul târziu (marxismul occidental).

### Teoria neoclasică
Teoria neoclasică a dezvoltat fundamente esențiale ale economiei moderne. Aceasta presupune că actorii economici se comportă rațional și încearcă să-și maximizeze propriul beneficiu. Acest beneficiu nu trebuie neapărat să fie de natură financiară, adică profit financiar. Poate fi la fel de bine o creștere a beneficiilor emoționale (adică fericire și veselie), o creștere a drepturilor și influenței, o creștere a beneficiilor ideale sau ceva similar. Prin această aliniere cu principiile economice, piața poate asigura distribuția optimă a resurselor limitate - sub asumpțiuni foarte restrictive și adesea nerealiste. Dacă aceste presupuneri nu sunt îndeplinite, teoria neoclasică prezice un așa-numit eșec de piață.

### Școala istorică

#### Școala Istorică veche
Școala istorică de economie, care a apărut în Germania din 1850, a respins ideea legilor economice general aplicabile care se întorc la economia clasică și la raționalism. Legile generale ale economiei clasice se aplică doar sistemului economic capitalist.
Cei mai importanți reprezentanți ai acestei perioade sunt Wilhelm Roscher, Bruno Hildebrand și Gustav von Schmoller.

#### Școală Istorică tanără
Georg Friedrich Knapp distinge capitalismul de erele economice anterioare prin apariția companiilor mari.
În scrierea sa, Origin of National Economy (1917), Karl Bücher descrie capitalismul ca epoca economică în care toate relațiile economice sunt definite în funcție de relația lor cu capitalul. Werner Sombart s-a opus ferm acestei caracterizări în a doua ediție a Modern Capitalism.

#### A treia școală istorică
Așa numita Școală Istorică Tânără caracterizează capitalismul printr-o mentalitate capitalistă emergentă și a fondat studiul sociologic al capitalismului.
Werner Sombart a văzut această atitudine manifestată în principiul achiziției, raționalității și individualismului. În Modern Capitalism (1902) a proiectat divizarea răspândită a capitalismului în fazele de dezvoltare ale capitalismului timpuriu. În capitalismul târziu, el a văzut intervenția statului tot mai mare ca primele semne ale unei legi de dezvoltare către socializarea mijloacelor de producție. Termenul "distrugere creativă", ulterior popularizat de Joseph Schumpeter, provine de la el.
Max Weber înțelege și explică capitalismul ca raționalism occidental și se concentrează pe aspirația către raționalitate care afectează toate nivelele societății. Toate deciziile în sistemul capitalist se bazează pe utilitate sau maximizare a profitului. Se poate presupune că acțiunea socială este orientată rațional.
Statul, birocrația și legea conferă capitalismului timpuriu o formă socială stabilă pentru dezvoltarea sa. Religia, sub forma culturii ca acțiune socială, reprezintă cea mai puternică forță în ceea ce privește trăirea rațională și metodologică.
În cartea sa, Weber susține teza că capitalismul în Europa de nord-vest și SUA a apărut din motive religioase și reprezintă o dezvoltare ulterioară a mișcării reformiste. Deoarece această teză nu era valabilă pentru Japonia, Weber a examinat rolul samurailor.

### Școala Austriacă

#### Școala austriacă veche și nouă
La sfârșitul secolului al XIX-lea, Școala Austriacă s-a format la Viena în jurul lui Carl Menger. Aceasta a respins teoriile relativiste și deterministe istorice ale capitalismului. Legile economice li se aplică întotdeauna și derivă din lipsa bunurilor și din relația subiectivă a oamenilor cu acestea.
Școala Austriacă respinge economia clasică ca fiind nerealistă și include, de asemenea, obiective non-economice în teoria sa. Intervenția statului în sistemul economic este în general respinsă.
Ludwig von Mises credea că capitalismul era singurul sistem economic logic posibil. Socialismul nu este funcțional din cauza imposibilității calculului economic în socialism. Mises scrie: "Cercetările economice au arătat că niciun alt sistem economic nu ar putea atinge același grad de prosperitate ca și capitalismul."
Pentru economiștii austrieci, urmărirea profitului nu este o caracteristică a societății capitaliste, deoarece producția trebuie să vizeze creșterea valorii bunurilor corespunzătoare pentru a satisface nevoile. Singura diferență este că în capitalism "profitul" poate fi realizat numai rațional prin contabilitatea costurilor sensibilă.
Potrivit lui Mises, profitul unui antreprenor provine din anticiparea mai bună a nevoilor viitoare ale consumatorilor decât concurenții săi și utilizarea capitalului său în consecință. În ceea ce privește formarea monopolurilor, Mises a argumentat că monopolurile nu pot apărea într-o economie de piață liberă sau nu rezistă în timp. Monopolurile apar doar prin intervenția guvernamentală.
Cei mai importanți reprezentanți ai Școlii Austriece sunt Ludwig von Mises (Human Action, 1949) și laureatul Premiului Nobel Friedrich von Hayek. Thatcherismul se bazează în parte pe analiza lui Hayek (The Road to Serfdom, 1944).

#### Joseph Schumpeter
Joseph Alois Schumpeter (1883–1950) a definit capitalismul funcțional ca "modelul liberal al unei economii fără intervenții în care se aplică doar legile pieței libere și în care nu există structuri monopoliste care să poată folosi puterea statului pentru a proteja interese parțiale în detrimentul impunerii intereselor generale".
Schumpeter vedea antreprenorul ca pe impulsul central al economiei capitaliste. Funcția antreprenorială este doar de a introduce inovații. Antreprenorul ca atare nu trebuie să fie proprietar de capital care își riscă propriile active; nu trebuie să provină dintr-o anumită clasă și nu este legat de nicio formă de societate. De asemenea, nu trebuie să fie nici inventator. Inovațiile includ în principal noi bunuri, noi metode de producție, noi surse de materii prime și piețe de vânzare, precum și reorganizarea unei industrii, cum ar fi crearea sau ruperea unui monopol.
Schumpeter înțelegea capitalul în termeni monetari. Capitalul constă din mijloace de plată cu care antreprenorul cumpără bunurile de pe piață de care are nevoie pentru afacerea sa. Acestea pot fi, de exemplu, terenuri, materii prime, mașini sau forță de muncă. Bunurile achiziționate, totuși, nu sunt capital. Prin urmare, banii nu sunt doar un mijloc de schimb, ci au funcția de capital. Capitalul este și un mijloc de dominare: nu este altceva decât pârghia antreprenorului pentru a controla aceste bunuri.
Faptul că inovațiile sunt mediate prin intermediul unei piețe este o caracteristică specifică a sistemului economic capitalist. De asemenea, specific este și faptul că bunurile necesare pentru inovație sunt transferate folosind creditul. În centrul acestui proces sunt băncile care creează fonduri care nu sunt contrabalansate de oferirea de bunuri. În contrast cu aceasta, sunt economiile planificate. În acestea nu există capital în acest sens. Prin ordin, mijloacele de producție necesare pentru inovație sunt retrase dintr-o zonă și transferate în alta.
În contrast conștient cu considerațiile de echilibru ale neoclasicilor și ale lui Léon Walras (1834–1910), Schumpeter a subliniat că forma economică capitalistă creează dezechilibre datorită dinamicii sale interne. Un antreprenor care este primul care introduce o inovație cu care produce, de exemplu, mai ieftin decât concurenții săi pot vinde la prețul de piață pentru a obține un profit antreprenorial. Inovația este factorul esențial în competiție. Acestea schimbă, de asemenea, compoziția clasei de mijloc: antreprenorii de succes concurează adesea cu alții și ei sau familia lor urcă la niveluri mai înalte; simplii administratori ai averilor moștenite, pe de altă parte, de obicei, dispar după câteva generații.
În scrierea "Capitalism, Socialism and Democracy", Schumpeter a argumentat că capitalismul va colapsa datorită dinamicii sale interne. Inițial, el l-a văzut ca pe un motor al dezvoltării sociale. Cu toate acestea, el produce tot mai mult o "criză în statul fiscal" prin slăbirea statului. Dinamica capitalistă duce la automatizarea progresului și, în consecință, la pierderea importanței funcției antreprenoriale. Antreprenorul care își urmează intuiția este tot mai mult înlocuit de specialiști care inventează ceva într-un mod rutinat și calculat.
Cu toate acestea, antreprenorii de succes care urcă în clasa capitalistă și partea burgheziei care se mișcă între aventurierul antreprenor și simplul administrator al proprietății moștenite creează veniturile din care trăiește întreaga clasă. Veniturile capitaliștilor industriali ar deveni salarii pentru munca administrativă normală în unități industriale vaste și extrem de birocratizate; clasa capitalistă își va pierde funcția.

### Ordoliberalismul
Ordoliberalismul solicită o ordine economică în care un cadru regulator creat de stat ar trebui să garanteze competiția economică și libertatea cetățenilor pe piață. Prin includerea abordării într-o teorie general aplicabilă a ordinii, utilitatea analitică a termenului "capitalism" pentru economie pare dubioasă pentru expertul Walter Eucken. Mai degrabă, sistemele economice există în paralel de-a lungul timpului pentru a rezolva problemele și conflictele sociale de interes. Utilizarea curentă a economiei de piață și a economiei de administrare centrală se întoarce la această teorie a ordinii.

### Keynesianismul
Keynesianismul se întoarce la lucrarea din 1936 a lui John Maynard Keynes, "Teoria generală a ocupării, dobânzii și banilor", care a pus bazele unei schimbări de paradigmă în economie. Lucrarea este în primul rând o critică la teoria echilibrului general din perioada neoclasică și la rolul minimalist al statului în procesul economic pe care îl solicită. Este încă discutată controversat astăzi, dar este unanim recunoscut faptul că Keynes a reușit să pună bazele gândirii în termeni de variabile macroeconomice precum consumul, economisirea, investițiile și veniturile.

### Monetarismul
În contrast cu keynesienii, care cer întreaga gamă de instrumente ale politicii economice de stat (în special politica financiară contraciclică), monetarismul se concentrează pe efectele de stabilizare ale unei politici monetare orientate pe termen mediu. Potrivit analizei monetariste, capitalismul tinde către un echilibru stabil cu prețuri flexibile. Prin urmare, este recomandată doar urmărirea unei politici monetare continue orientate pe tendință, care asigură susținerea monetară a creșterii reale. Scopul stabilității nivelului prețurilor primează deoarece acesta este văzut ca o condiție prealabilă pentru funcționarea procesului de ajustare a economiei de piață. Pe de altă parte, obiectivul ocupării forței de muncă va fi realizat în mod natural dacă se creează spațiu pentru jocul liber al pieței. Statul ar trebui, în principiu, să se limiteze la sarcini de reglementare și politici de concurență.